# TODAY (岡村孝子の曲)
『TODAY/輝き』（トゥデイ/かがやき）は、岡村孝子通算9枚目のシングル。1988年7月1日発売。発売元はファンハウス（現・ソニー・ミュージックレーベルズ）。
シングル・レコード、8cmCD、シングル・カセットの3形態がリリースされた。

## 解説
4枚目のアルバム『SOLEIL』と同日発売された。カップリング曲と共にアルバム収録。
同アルバムで岡村は初めて、オリコンアルバムヒットチャート1位を獲得した。
表題曲『TODAY』は、「この曲がなかったらアルバム『SOLEIL』は完成しなかった」と後に岡村が語っている。
カップリング曲「輝き」は花王シャンプー・メリットのCMソングに使用された。
また、音楽の教科書に掲載されていたことがある。
「TODAY」はカップリング曲を変え、ドイツのレコード会社、"INDEPENDENT MUSIC COMPANY"が管理する"Rix Records"傘下の"Vamp"レーベルから1988年に2形態でシングル発売された。
12インチ・シングルはオリジナル・ヴァージョンと同一音源、7インチ・シングルはオリジナルより短く編集された音源が収録されたが、7インチ・ヴァージョンは日本未発売。

## 収録曲

### EPレコード・8センチシングル
1. TODAY　（5:29）
  - 作詞・作曲: 岡村孝子 、編曲: 萩田光雄
2. 輝き　（5:10）
  - 作詞・作曲: 岡村孝子 、編曲: 田代修二

### シングルカセット
- A面

1. TODAY
2. TODAY (オリジナル・カラオケ)

- B面

1. 輝き
2. 輝き (オリジナル・カラオケ)

### ドイツ盤7インチレコード
1. TODAY　（3:52）
2. ソレイユ　（4:31）
  - 作詞・作曲: 岡村孝子 、編曲: 萩田光雄

### ドイツ盤12インチレコード
1. TODAY　（5:29）
2. ソレイユ　（4:34）

## 楽曲の収録作品
- TODAY
  - SOLEIL　（4th アルバム）
  - HISTOIRE
  - 岡村孝子ベスト SUPER BEST 2000
  - DO MY BEST
  - T's BEST season 1
- TODAY (Remix)
  - After Tone II
- 輝き
  - SOLEIL
  - 夢をあきらめないで
  - TOY BOX